# Ricardo Emídio Ramalho Silva
Ricardo Emídio Ramalho Silva, noto semplicemente come Ricardo Silva (Porto, 26 settembre 1975), è un allenatore di calcio ed ex calciatore portoghese, di ruolo difensore.

## Palmarès

### Giocatore

#### Competizioni nazionali
- Supercoppa di Portogallo: 2

Porto: 1999, 2001
- Coppa del Portogallo: 2

Porto: 1999-2000, 2000-2001